# Саммит АТЭС 2008
Саммит АТЭС Перу 2008 (англ. APEC Peru 2008) — двадцатая ежегодная встреча лидеров государств АТЭС в Перу. Встреча глав государств проходила 22-23 ноября 2008 года в столице Перу Лима. На 21 страну АТЭС приходятся 60 % мирового ВВП.

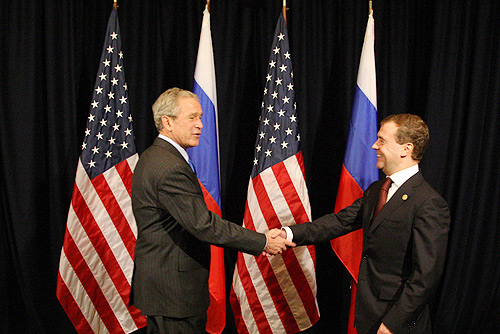
Президент России Дмитрий Медведев встретился с президентом США Джорджем Бушом на саммите АТЭС 23 ноября 2008 г.

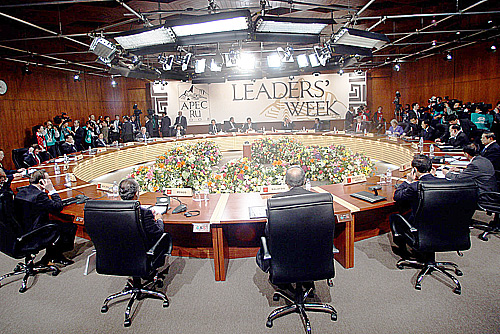
Заседание глав государств и правительств стран — участниц форума «Азиатско-Тихоокеанское экономическое сотрудничество»

В качестве темы саммита президент Перу выбрал следующую концепцию — «К решению новых задач в интересах развития Азиатско-Тихоокеанского региона» (англ. A new commitment to the Asia-Pacific Development). Для достижения установленных задач страны-члены АТЭС надеются объединить общества, общественные и частные сектора экономик, гражданское общество и международные финансовые учреждения.